# Dance Nation
I Dance Nation sono stati un duo olandese, composto, nella sua prima formazione da Kim Vergouwen e Sean, mentre nel reboot del 2010 da Sandrine e da un altro vocalist le cui generalità non sono state rese note.

## Storia del gruppo

### L'Esordio e il Primo Periodo
I Dance Nation, conosciuti anche con il nome di Double Nation (temporaneo, a causa di una disputa legale del marchio) e Sean & Kim (i loro nomi) sono un gruppo olandese, composti da un ragazzo e una ragazza, scoperti dai loro produttori Bradski & Jenski nel 2001 quando uscì il loro primo singolo Sunshine che ebbe molto successo e scalò le classifiche europee rimanendovi presente per molto tempo.
I successivi singoli confermarono il successo del gruppo in Europa (Dance, Words, You take me away) fino ai primi mesi del 2004 anno in cui però, a causa di una diatriba legale con una società Olandese, riguardante il marchio Dance Nation, sono costretti a mutare temporaneamente il loro nome in Double Nation, riacquistando il loro vecchio nome nel 2006, una volta terminato il processo che vedrà la vittoria proprio di Sean & Kim.
Nel 2003, inoltre, collaborano con il famoso rave tedesco Lovestern Galaktika realizzandone l'inno, My First Love.

### Il Cambiamento
In questo periodo però, in seguito alla crisi della casa madre Noculan Music (assorbita poi da Jamie Lewis e la sua Purple Eye Entertainment), che colpì non solo i Dance Nation, ma altri artisti trance del calibro di Noemi e 666 e il generale cambio di tendenza nella musica da discoteca in Europa, tendente sempre più all'House, Hard house ed Elektro, porta i Dance Nation a sbarcare in Giappone, terra dove tutt'oggi riscuotono grandi successi e dove si è concentrata la loro produzione degli ultimi anni.
Da questo momento il fortunato duo vivrà una sorta di doppia vita, realizzando prodotti trance per il mercato giapponese e prodotti dalle sonorità più House per quello europeo. Ecco quindi che vedono la luce singoli come Beachtime nel paese nipponico e I'm gonna get you e il brano prettamente House/Elektro Move your love in Europa.
Proprio per il fatto che le loro produzioni sono incentrate maggiormente in Asia e non in Europa, è abbastanza difficile trovare loro produzioni in vendita nei negozi, sia online che al dettaglio.
Per questo motivo quasi nessuno sa dell'uscita dei due album, più uno di raccolta del gruppo. I titoli sono Trance Champion, uscito nel 2005 sull'etichetta giapponese Avex Productions, contenente tutti i singoli fino a quel momento realizzati compresa Celebrate your Life che, secondo indiscrezioni, avrebbe dovuto essere il successivo singolo del Gruppo, One Nation nel 2007 sempre con la medesima etichetta e Christmas Trance a fine 2006, che raccoglie molte melodie popolari natalizie, riarrangiate in chiave trance come i Dance Nation ci hanno sempre abituato.

### Situazione Attuale
I Dance Nation, secondo fonti ufficiali, hanno pubblicato, prima dell'estate 2008, il singolo Apologize Remixes, remix in sound originale della Hit di Timbaland feat. One Republic, su etichetta Ministry of Sound anche se la notizia non è confermata in quanto nei nezozi inglesi il Singolo non è mai arrivato, se non come Promo Radiofonico.
È uscito successivamente, sempre per l'estate, un cd contenente i Remix del singolo d'esordio, Sunshine, remixato dai numerosi fan presenti in tutto il mondo e, nei primi mesi del 2009 un cd, sempre contenente i Remix del singolo d'esordio, Sunshine, remixato dal famoso Dj e Producer tedesco Shaun Baker.
Passato praticamente quasi sotto silenzio, invece, la pubblicazione nel novembre dello stesso 2008 del singolo Feelin' Good dal sound in linea con le precedenti produzioni europee prettamente houseggianti.
In Giappone invece dopo la pubblicazione dell'ultimo album, è stato pubblicato ad aprile 2009 il terzo album, dal titolo Around the World.

### Il 2009 e gli ultimi due album
I Dance Nation tornano nel 2009 con un doppio album, pubblicato soltanto online sui maggiori siti di download (iTunes, Beatport, Juno-Download), per celebrare gli anni del loro genere musicale, la Vocal Trance. Si tratta, come detto, di un doppio album uscito a date separate (a circa un mese l'uno dall'altro) con dentro tutti i loro maggiori successi più qualche canzone extra (probabilmente materiali raccolti per gli album ma mai pubblicati).

### Il canto del Cigno e la chiusura del progetto
Come tristemente pre-annunciato dal titolo della prima canzone dell'album "Turn the Lights Down" (Abbassare, spegnere i riflettori) (un po' come è successo per i Blue nel 2005, che conclusero la loro carriera, prima di intraprenderne una da solisti, con la canzone dal titolo similare Curtain Falls ("Cala il sipario")), il 2010 è l'anno del capolinea di ben 8 anni di Vocal Trance per Sean & Kim (un successo, se si fa un paragone con la durata di altri gruppi simili, come ad esempio Noemi o Djs@Work - tutti inferiori ai 5 anni - o comunque con la vita media di un gruppo Dance) per i quali termina il contratto che non viene rinnovato, essendo il contesto musicale notevolmente variato rispetto al loro esordio e, probabilmente, anche a causa dell'età dei componenti del duo (Kim è del 1984, Sean del 1979). Attualmente non è nota l'attività di Sean, mentre Kim, dopo aver partecipato, con il suo vero nome (Kim Vergouwen) come cantante a XFactor 10-Olanda, è, dal 2016, la nuova voce dei 2 Unlimited.

### I nuovi Dance Nation
A partire dal 2010 la Purple Eye Entertainment, proprietaria del marchio Dance Nation decide di dare vita ad un reboot del gruppo, mantenendone soltanto il nome ma procedendo, però, ad una totale sostituzione dei frontman (Sean e Kim) con due nuovi vocalist di cui però viene reso noto il nome della sola interprete femminile (Sandrine) ma mantenendo il gruppo di produzione (i Dj Olandesi Brad Grobler & Rob Janssen), dando alle produzioni una sonorità electro molto distante da quella del gruppo originale ed in linea con le nuove tendenze musicali europee stabilitesi da alcuni anni.
Dopo il singolo di lancio (The Great Divide), però, seguito da un'ulteriore uscita (Surround Me), in seguito al mancato gradimento da parte del pubblico (cambiato nel tempo e che probabilmente ha ritenuto i nuovi arrivati non all'altezza della precedente incarnazione), il destino del gruppo è segnato e non viene più dato seguito ad ulteriori pubblicazioni. Il gruppo, quindi, cessa definitivamente la propria attività.

## Discografia

### Singoli

#### In Europa
- 2001 - Sunshine
- 2002 - Dance
- 2002 - Words
- 2003 - My First Love (feat. LoveStern Galaktika)
- 2003 - You take me away
- 2005 - I'm Gonna get you
- 2006 - Move your Love
- 2007 - Ridin' High
- 2008 - Apologize Remixes
- 2008 - Sunshine 2008 Remixes
- 2009 - Sunshine 2009 (Vs Shaun Baker)
- 2010 - The Great Divide (feat. Sandrine)
- 2010 - Surround Me (feat. Sandrine)

#### In Giappone
- 2005 - Stop the Seasons in the Sun
- 2005 - Beachtime
- 2006 - Reach for the Light
- 2007 - Ridin' High

### Album

#### In Europa
- 2009 - Vocal Trance Years 2001-2004
- 2009 - Vocal Trance Years 2005-2009

#### In Giappone
- 2005 - Trance Champion
- 2007 - One Nation
- 2009 - Around the World

### Raccolte

#### In Europa
-

#### In Giappone
- 2006 - Christmas Trance

### Extra
- 2002 - Joy to the World (poi inserita nella raccolta Christmas Trance)
- 2002 - Merry X-Mas (War is Over) (poi inserita nella raccolta Christmas Trance)
- 2004 - Beethoven 9th Symphony (mai inserita in un disco ufficiale)

## TrackListing

### Singoli

#### Sunshine (2001)
1. Sunshine (Original Vocal Radio Edit)
2. Sunshine (Original Vocal Mix)
3. Sunshine (Wippenberg Remix)
4. Sunshine (Kevin C. Cox Remix)
5. Sunshine (Alien Factory Remix)
6. Sunshine (Bradski & Jenski Mix)

#### Dance (2002)
1. Dance (Radio Mix)
2. Dance (Extended Mix)
3. Dance (Original Mix)
4. Dance (DJ Team Trance Mix)
5. Dance (Fire & Ice Remix)
6. Dance (Magik Muzik Remix)

#### Words (2002)
1. Original Radio Edit
2. Bradski & Jenski Radio Edit
3. Album Version
4. Original Extended Mix
5. Bradski & Jenski Extended Mix
6. Noémi Remix
7. Magik Muzik Remix
8. You (Bonus Track)

#### My First Love (vs LoveStern Galaktika)(2003)
1. Single Edit
2. Extended Version
3. Axel Coon Remix
4. Bradsky & Jensky Remix

#### You take me away (2003)
1. Radio Edit
2. Video Edit
3. Original Extended Mix
4. Bradski & Jenski Dub Mix
5. Flashrider Remix
6. Master Blaster Remix
7. Blair Bitch Remix

#### Stop the Seasons in the Sun (2005)
1. Radio Edit
2. Extended Mix

#### I'm Gonna get you (2005)
1. Radio Edit
2. Extended Vocal Mix
3. Bradski & Jenski Remix
4. DJ Zany Remix
5. Chew Fu Phat Remix

#### Beachtime (2005)
1. Radio Edit
2. Extended Mix

#### Move your Love (2005)
1. Move Your Love Radio Mix
2. Inspiration Vibes Radio Mix
3. Extended Radio Mix
4. Inspiration Vibes Extended Mix
5. Dance Nation Dj Extended Mix
6. Schampoo Remix
7. Beholder & Balistic Remix

#### Reach for the Light (2006)
1. Dance Nation Radio Mix
2. Dance Nation Extended Mix
3. HardStyle Remix

#### Ridin' High (2007)
1. Radio Edit
2. Original Extended Mix
3. Hi_Tack Remix

#### Apologize Remixes (2008)
1. Original Radio Edit
2. Radio Edit
3. Club Mix

#### Sunshine 2008 Remixes (2008)
1. Radio Edit Teaser
2. Dance Nation DJ Team Extended Mix
3. Peter Gelderblom & Muzikjunki Extended Teaser
4. Roy Rox Teaser
5. Bastian Van Shield Teaser
6. Aspen Hands Up Teaser
7. Jordilishious Teaser
8. Sun kidz Remix
9. Bradski&jenski Remix

#### Feelin' Good (2008)
1. Dub Extended Mix
2. Radio Edit
3. Radio Attack Mix
4. Vocal Extended Mix

#### Sunshine 2009 Remixes (Vs Shaun Baker) (2009)
1. Club Mix
2. House Mix
3. Radio Version
4. Roy Rox Teaser
5. Raindropz and Sunshine Mix
6. Raindropz and Sunshine Radio Version
7. Sun Kids Mix
8. Sun Kidz Radio Version

#### The Great Divide (feat. Sandrine) (2010)
1. Radio Edit
2. Radio Extended
3. Frontier Remix
4. Dub Extended
5. Manox Remix Edit
6. Manox Remix
7. Sun Kidz Radio Cut
8. Sun Kidz Remix
9. Mauricio Black Remix

#### Surround Me (feat. Sandrine) (2010)
1. Radio Edit
2. Vocal Extended
3. Extended Dub
4. Black & Michaels Remix
5. Sunny Marleen Dub Mix
6. Sunny Marleen Mix

### Album

#### Trance Champion (2005)
1. Sunshine(Japanese Live Mix)
2. Seasons in the Sun(Japanese Live Mix)
3. Beachtime(Japanese Live Mix)
4. Wa is Not
5. Livin' on a Prayer
6. You take me away
7. Move your Love
8. Please don't go
9. I'm gonna get You
10. Rise and Shine
11. Dance
12. Celebrate your Life
13. Words
14. Falling for You
15. Move your Love(Sham-Poo Remix)
16. Sunshine(Wippenberg Remix)
17. Oh Summer Vacation(Extended Mix)

#### One Nation (2007)
1. Zip
2. Sunshine 2006(Shoei Matsumoto Remix)
3. Reach for the Light
4. Ridin' High
5. Everybody's Free
6. In the Summertime
7. Pump this Party
8. Higher than Love
9. Let Love Shine
10. You lift me Up
11. Fired Up
12. Bring Back your Love
13. Move your Love(Sham-Poo Remix)
14. Have Yourself a Merry Little Christmas
15. Livin' on a Prayer
16. Ridin' High(Hi_Tack Remix)
17. Footloose

#### Around the World (2009)
1. Sunshine (Dance Nation Dj Team Radio Mix)
2. Superstar (Dance Nation Dj Team Mix)
3. Set me Free (House Radio Edit)
4. Move your Love (Soul Avengerz Remix)
5. Sunlight (Bradsky & Jensky Radio Edit)
6. Beautiful
7. The Rush (Bradsky & Jensky Edit)
8. Vip
9. Take me
10. I Believe (Dance Nation Dj Team Mix)
11. Feel the Power
12. Reach for You
13. One Milion Reasons
14. Sunlight (Hypertrance Mix)
15. Move your Love (Shoei Matsumoto Remix)
16. The Real Thing (feat. Dj Tora)

#### Vocal Trance Years 2001-2004 (2009)
1. Turn the Lights Down (Original Mix)
2. Sunshine (Original Radio Edit)
3. Dance (Original Extended Mix)
4. Season in the Sun (Original Extended Mix)
5. Reach for you (Original Extended Mix)
6. Celebrate your Life (Original Extended Mix)
7. Falling for you (Original Extended Mix)
8. Sanctify me (Original Extended Mix)
9. Lovin' Arms (Original Extended Mix)
10. Fired Up (Original Extended Mix)
11. Summer Rain (Original Extended Mix)
12. Feel the Power (Original Extended Mix)
13. You take me Away (Original Extended Mix)
14. Words (Original Extended Mix)
15. Bring Back your Love (Original Extended Mix)
16. I'm gonna get You (Original Extended Mix)

#### Vocal Trance Years 2005-2009 (2009)
1. Move your Love (Original Extended Mix)
2. Find You (Radio Edit)
3. Reach for the Light (Original Extended Mix)
4. Everybody's Free (Original Extended Mix)
5. You Lift me Up (Original Extended Mix)
6. In the Summertime (Original Extended Mix)
7. Pump this Party (Original Extended Mix)
8. Riding High (Original Extended Mix)
9. Higher than Love (Original Extended Mix)
10. Let Love Shine (Original Extended Mix)
11. Zip (Original Extended Mix)
12. Sunlight (Original Extended Mix)
13. Shine your Light (Original Extended Mix)
14. Take me (Original Extended Mix)
15. Beautiful (Original Extended Mix)

### Raccolte

#### Christmas Trance (2006)
1. Sean & Kim - Winter Snow(Intro)
2. Castalia feat. Kim - All I Want for Christmas is You
3. Cyber X feat. Ray Parker - Last Christmas
4. Watergate - Merry Christmas Mr. Lawrence(Heart of Asia)
5. D-Nation feat. Kim - Happy XMas(War is Over)
6. Hiver & Hammer feat. Karyn White - Wonderful Christmastime
7. Orion Too feat. Caitlin - White Christmas
8. Castalia - Jingle Bells
9. Plasticman - Rudolph the Red Nose Reindeer
10. Celtic Dreamer feat. Dorothy - Santa Claus is coming to Town
11. Cyber Nation feat. Ho! Ho! Ho! - Joy to the World
12. Cyber X feat. Jody Watley - My Love, Santa Claus
13. Merry X-Mas & Minimalistix - Winter Wonderland
14. Cyber Nation feat. Sean & Kim - Have yourself a Merry Little Christmas
15. Orion Too feat. Caitlin - First of May
16. Cyber X feat. SWANK (members from Rockapella) - It's Christmas Carols I Hear
17. Cyber X feat. Taylor Dayne - Promise
18. Sunshine Girl - Amazing Grace
19. Angels - Ave Maria
20. Cyber X feat. Jody Watley - Silent Night
21. Merry X-Mas & Minimalistix - O Holy Night

Bonuses
1. S.T.F. feat. Keen - You fill me up
2. Samantha Fox - A Question of Honour